# RiRiKA
RiRiKA（りりか、1984年12月26日 - ）は、日本の女優・歌手。元宝塚歌劇団花組の娘役。
大阪府堺市、プール学院高等学校出身。身長162cm。愛称は「りりか」、「かず」。宝塚歌劇団時代の芸名は花咲 りりか（はなさき りりか）。
所属事務所は東宝芸能。

## 来歴
2001年、宝塚音楽学校入学。音楽学校では最高歌唱評価「秀」を宝塚史上初めて獲得。
2003年、宝塚歌劇団に89期生として入団。入団時の成績は11番。月組公演「花の宝塚風土記／シニョール ドン・ファン」で花咲りりかとして初舞台。その後、花組に配属。
2006年12月6日、「MIND TRAVELLER」（ドラマシティ・日本青年館公演）千秋楽をもって、宝塚歌劇団を退団。
退団後はRiRiKAと改名し、舞台を中心に活動。
近年は「THEカラオケ★バトル」（テレビ東京系列）に出演し、毎回高得点を叩き出し、2018年3月まで番組内TOP7の1人として活躍した。
2019年に陶芸家の青木良太と結婚したことを報告。
2024年1月14日、歴代チャンピオンが集結した「THEカラオケ★バトル」(テレビ東京系列) 10th Anniversary 10年王者決定戦にて
予選99.723、決勝99.853を記録し優勝を飾る。

## 宝塚歌劇団時代の主な舞台

### 初舞台
- 2003年4 - 5月、月組『花の宝塚風土記（ふどき）』『シニョール ドン・ファン』（宝塚大劇場のみ）

### 花組時代
- 2003年8 - 9月、『野風の笛』『レヴュー誕生』（東京宝塚劇場のみ）
- 2003年10月、『二都物語』（バウホール・日本青年館）
- 2004年1 - 5月、『飛翔無限』 - 出語り『天使の季節』 - 新人公演：大使の妻（本役：聖花まい）『アプローズ・タカラヅカ!』
- 2004年5 - 6月、『NAKED CITY』（バウホール・日本青年館）
- 2004年8 - 11月、『La Esperanza（ラ・エスペランサ）』『TAKARAZUKA舞夢!』
- 2005年1 - 2月、『くらわんか』（バウホール） - お里[注釈 1]／お咲[注釈 2]
- 2005年3 - 7月、『マラケシュ・紅の墓標』 - 新人公演：シュザンヌ（本役：翔つかさ）『エンター・ザ・レビュー』
- 2005年9月、『Ernest in Love（アーネスト・イン・ラブ）』（日生劇場） - ロンドン市民／農民／メイド
- 2005年11 - 2006年2月、『落陽のパレルモ』 - ベッカデッリ令嬢、新人公演：サンドラ（本役：舞城のどか）『ASIAN WINDS!』
- 2006年3 - 4月、『スカウト』（バウホール） - マチルダ
- 2006年6 - 10月、『ファントム』 - ベラドーヴァ、新人公演：ミレイユ（本役：絵莉千晶）
- 2006年11 - 12月、『MIND TRAVELLER-記憶の旅人-』（ドラマシティ・日本青年館） - エイミー 退団公演[4]

### 出演イベント
- 2003年6月、TCAスペシャル2003『ディア・グランド・シアター』
- 2005年4月、TCAスペシャル2005『Beautiful Melody Beautiful Romance』（コーラス）
- 2005年7月、宝塚パリ祭2005『Souvenir Pour Aurevoir』
- 2006年5月、『花組エンカレッジ・コンサート』

## 宝塚歌劇団退団後の主な活動

### 舞台
- 2008年1-2月、『Endless SHOCK』（帝国劇場） - ヒロイン リカ 役[6]
- 2008年7-10月・2009年1-3月、『ミスサイゴン』（帝国劇場・博多座） - エレン 役[7]
- 2010年7-8月、『星降る夜に踊る☆恋バナ』（萬劇場） - ヒロイン[8]
- 2010年12月、『Into the Woods』（六行会ホール） - シンデレラ 役[9]
- 2012年2月、『TRAILS in concert』（SPACE107） - ヒロイン エイミー 役[10]
- 2012年11月、『FAMILY』（CBGKシブゲキ!!） - 友子 役[11]
- 2015年1-2月、『TRAILS』（シアター・グリーン） - ヒロイン エイミー 役[12]
- 2015年7月、『愚者よ』（シアターグリーン） - ヒロイン 八重 役[13]
- 2015年9月、『little women〜若草物語〜』（d-倉庫） - メグ 役[14]
- 2015年11月、『何処へ行く』（THEATRE1010）[15]
- 2016年2月、『I HAVE A DREAM』（IMAホール） - ヒロイン ジャネット 役[16]
- 2016年2月、『BEFORE AFTER』（STAR PINE'S CAFE） - エイミー 役[17]
- 2016年7月、『グレイト・ギャツビー』（サンシャイン劇場・芸術創造センターほか） - キャサリン 役[18]
- 2017年1月、『英雄伝説 閃の軌跡』（Zeppブルーシアター六本木） - ヴィータ・クロチルダ 役[19]
- 2017年4-5月、『紳士のための愛と殺人の手引き』（日生劇場・梅田芸術劇場ほか）[20]
- 2017年7・9月、『Fate/Grand Order THE STAGE -神聖円卓領域 キャメロット-』（Zeppブルーシアター六本木） - レオナルド・ダ・ヴィンチ 役[21]
- 2018年9月、『BKLYN The Musical』（上野ストアハウス） - ブルックリン 役[22]
- 2019年1月、『Fate/Grand Order THE STAGE -絶対魔獣戦線バビロニア-』（サンケイホールブリーゼ・日本青年館ホール） - レオナルド・ダ・ヴィンチ 役[23]
- 2025年8月、『M FESTIVAL』（明治座）[24]

### ディスコグラフィー

#### シングル
1. My Dearest（2015年3月4日発売。配信限定）
作詞：MARiE／作曲：RiRiKA／編曲：村井一帆
2. 素晴らしいことに出逢うため（2017年8月11日発売、GRT-0022）
作詞：久保田洋司／作曲：馬飼野康二／編曲：船山基紀